# Verona Pooth
Verona Pooth (nacida Verona Feldbusch) (La Paz, Bolivia, 30 de abril de 1968) es una modelo, celebridad de la televisión, ícono comercial y mujer de negocios alemana. Fue también Miss Alemania y Miss Intercontinental y representó a este país europeo en el Miss Universo 1993.
Nació en La Paz, Bolivia de padre alemán y madre boliviana, a los pocos meses de su nacimiento su familia se traslada a Alemania, donde fija su residencia. En la adolescencia se dedica al modelaje y luego obtiene los títulos de Miss Hamburgo 1992, Miss Alemania 1993 y Miss Intercontinental 1994 y Miss Sueño Americano en el 1995.
En 2004 se casó con Franjo Pooth en San Diego y tiene dos hijos. El 4 de junio de 2011 nació el segundo hijo de la pareja.
Desde julio de 2020 tiene el podcast junto a su hijo San DiegoPOOTHCAST.

## Filmografía
- Wikimedia Commons alberga una categoría multimedia sobre Verona Pooth.
- Driven (2001)
- A Space Travesty (2001)